# 弗蘭克·雷登
弗蘭克‧雷登（英語：Frank Layden，1932年1月5日—2025年7月9日），NBA猶他爵士隊的前任教練。他於1979年出任球隊經理，於1981年成為了球隊的總教練。於1988年辭去總教練，轉由擔任文職工作。而總教練的交倚交由當時的副教練傑里·斯隆接任。雷登於任內達到了數件影響了猶他爵士隊往後20年命運的事。第一，他於1984年帶領爵士隊首次晉身NBA季後賽，爵士隊往後20年從未缺席过季後賽，直至2004年。第二，他以独特的眼光分別在選秀大會中以低顺位選出了明日之星約翰·斯托克頓及卡爾·馬龍，為爵士隊打下了強隊基礎。他於1984年獎得了NBA最佳教練及NBA最佳行政人員獎項。爵士隊為了肯定雷登对球队发展的贡献，把1號球衣以他的名義榮休。